# 庫維因恩
在托爾金（J. R. R. Tolkien）的奇幻小說裡，庫維因恩（Cuiviénen）是精靈甦醒之地。庫維因恩的意思是「甦醒之水」，傳聞位於中土大陸遠東赫爾卡內海（Sea of Helkar）的一個大海灣岸上。在遠古的雙樹紀，精靈始祖甦醒後，庫維因恩被破壞（也許是自然力量所造成）。
當精靈離開庫維因恩前往維林諾（Valinor）時，發生了首次精靈分裂，亞維瑞族（Avari）沒有前往維林諾。
不明亞維瑞族於第一紀元留在庫維因恩多久，肯定的是，赫爾卡內海在憤怒之戰（War of Wrath）後已不存在。